# Рощинский (Купинский район)
Рощинский — аул в Купинском районе Новосибирской области России. Входил в состав Лягушенского сельсовета. Упразднен в 1977 году.

## География
Располагалась в урочище Зайчиха, на берегу бывшей протоки реки Чулым, в 10 км (по прямой) к северо-востоку от центра сельского поселения села Лягушье.

## История
В 1928 году аул состоял из 22 хозяйств. В административном отношении входил в состав Горносталихского сельсовета Купинского района Барабинского округа Сибирского края.
В годы коллективизации в деревне был образован колхоз «Нацмен Ленина». В 1951 году колхоз вошел в состав укрупненного колхоза имени Жданова. Исключен из учётных данных решение Новосибирского облсовета народных депутатов от 17 февраля 1975 года.

## Население
В 1926 году в ауле проживало 122 человека (76 мужчин и 46 женщин), основное население — киргизы.